# Templerorden

Tatzenkreuz des Templerordens

Der Templerorden war ein geistlicher Ritterorden, der von 1118 bis 1312 bestand. Seine Mitglieder werden als Templer, Tempelritter oder Tempelherren bezeichnet. Sein voller Name lautete Arme Ritterschaft Christi und des salomonischen Tempels zu Jerusalem (lateinisch: Pauperes commilitones Christi templique Salomonici Hierosolymitanis).
Der Ritterorden wurde 1118 im Königreich Jerusalem gegründet. Er war der erste Orden, der die Ideale des adligen Rittertums mit denen des Mönchtums vereinte, zweier Stände, die bis dahin streng getrennt waren. In diesem Sinne war er der erste Ritterorden und während der Kreuzzüge eine militärische Eliteeinheit. Er unterstand direkt dem Papst. Auf Druck des französischen Königs Philipp IV. wurde der Orden nach einem langwierigen, aufsehenerregenden Prozess von Papst Clemens V. am 22. März 1312 aufgelöst; das beträchtliche Vermögen der Templer ging an die Johanniter. In der Folge gab es mehrere Organisationen, die sich entweder aus ehemaligen Templern rekrutierten (wie den Christusorden in Portugal) oder die sich auf das Erbe des Templerordens bezogen und teilweise noch aktiv sind.

## Name
Der Name „Arme Ritterschaft Christi und des salomonischen Tempels“ rührt von dem Umstand her, dass König Balduin dem Orden einen Flügel der al-Aqsa-Moschee, die er als Palast nutzte, auf dem Tempelberg in Jerusalem, als Quartier angeboten hatte. Dort hatte bis zur Zerstörung durch den persischen Sassanidenherrscher Chosrau II. im Jahre 614 die Basilika St. Maria gestanden, welche auf den Grundmauern des salomonischen Tempels gebaut worden war.

## Geschichte

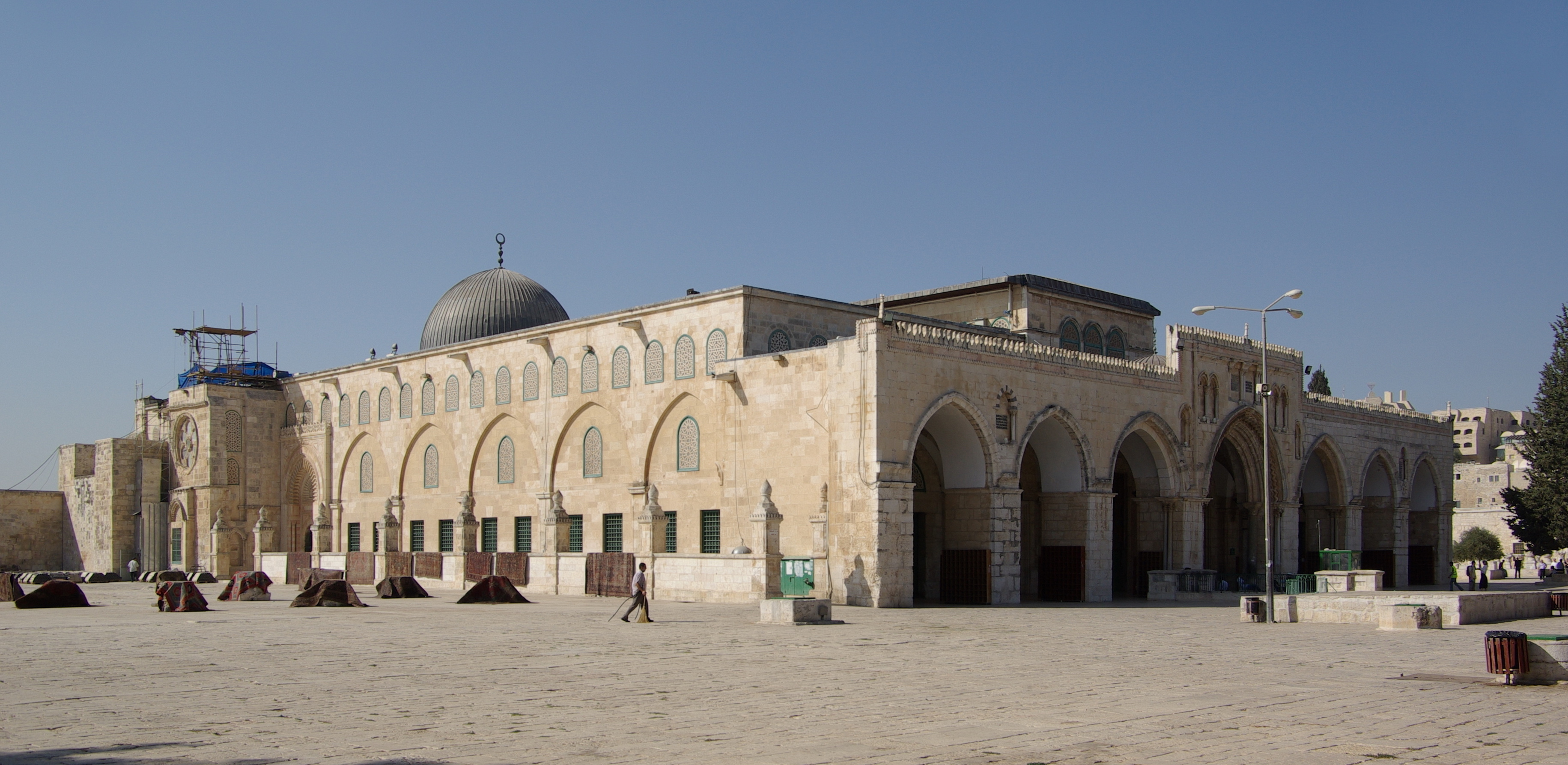
An der Stelle der heutigen al-Aqsa-Moschee auf dem Tempelberg, wo von 530 bis 614 die Basilika St. Maria stand, befand sich von 1119 bis 1187 das erste Hauptquartier der Tempelritter.

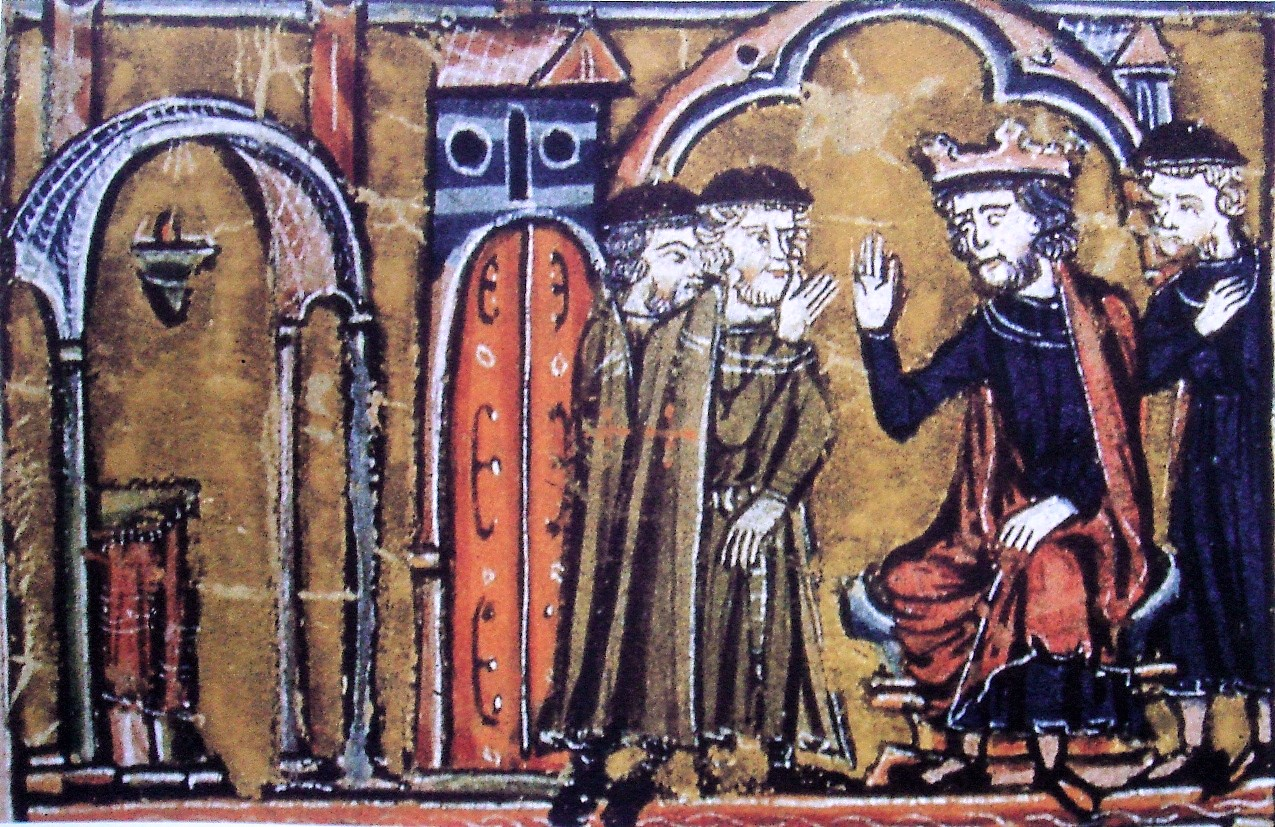
Balduin übergibt den Tempel Salomons an Hugo von Payens und Gottfried von Saint-Omer.

Die Ereignisse der frühen Jahre des Templerordens sind historisch nicht endgültig festzustellen. Die wichtigste diesbezügliche Quelle stellt der Bericht des Erzbischofs Wilhelm von Tyrus dar. Wilhelm war allerdings um 1130 geboren worden und somit kein Augenzeuge oder Zeitgenosse. Weitere Schilderungen stammen von Jakob von Vitry, der im frühen 13. Jahrhundert Bischof von Akkon war.

### Gründung

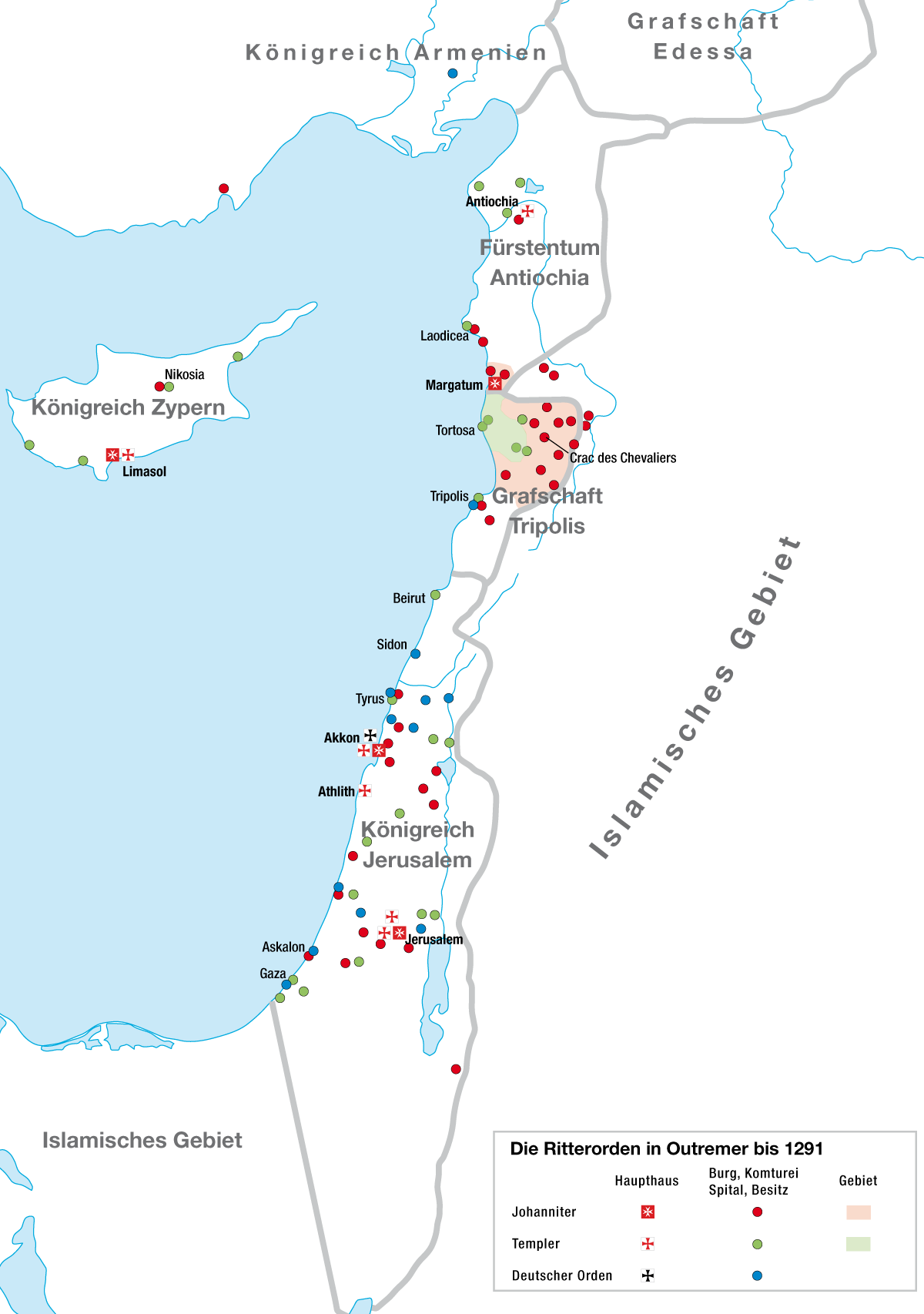
Niederlassungen der Ritterorden in Outremer bis 1291

Das genaue Gründungsdatum des Ordens ist nicht bekannt, es lag wohl zwischen 1118 und 1121. Schwierigkeiten der Datierung beruhen auf dem zeitgenössischen Stil der Urkunden. Das Konzil von Troyes, in dessen Rahmen die erste urkundliche Erwähnung fällt, ist zeitgenössisch für den Januar 1128 verbrieft. Allerdings wurden damals in Südfrankreich die Urkunden im sogenannten Stil Mariä Verkündigung datiert, in dem der Jahresbeginn am 25. März begangen wird, so dass der urkundliche 13. Januar 1128 wahrscheinlich der 13. Januar 1129 nach heutiger Zeitrechnung war. Diese Deutung ist, wie fast alles in der frühen Ordensgeschichte, nicht unumstritten. In der betreffenden Urkunde wird vom neunten Gründungsjahr gesprochen, was, mit der oben genannten Einschränkung, auf eine Gründung im Jahre 1119 oder 1120 schließen lässt. Mit dem Konzil von Nablus im Januar 1119, wohl ausgelöst durch Angriffe auf Pilger, kann die Einrichtung einer Miliz unter Einfluss des Patriarchen besprochen worden sein.
Zu dieser Zeit war Jerusalem ein Anziehungspunkt für viele Pilger und Abenteurer aus Europa. Kurz nach dem ersten Kreuzzug stand der Seeweg offen. Die Straßen von der Küste ins Landesinnere waren jedoch sehr unsicher. Die zahlreichen Pilger in den bergigen Regionen der Strecke von Jaffa über Ramla nach Jerusalem zogen Räuber an. Der Großteil des Kreuzritterheeres war nach Europa zurückgekehrt, weshalb kaum Schutz vor Überfällen bestand. Aller Wahrscheinlichkeit nach waren es Hugo von Payns, Gottfried von Saint-Omer und sieben weitere französische Ritter, die daher einen Orden gründeten, dessen Aufgabe es sein sollte, die Straßen des Heiligen Landes für die christlichen Reisenden zu sichern. Die Ritter legten vor dem Patriarchen von Jerusalem ein Ordensgelübde ab. Neben den „klassischen“ Gelübden, die sich auf Armut, Keuschheit und Gehorsam bezogen, verpflichteten sich die Ordensbrüder jedoch zudem, den Schutz der Pilger sicherzustellen.
Als weitere Gründungsmitglieder gelten neben Hugo von Payns und Gottfried von Saint-Omer auch Andreas von Montbard (ein Onkel Bernhards von Clairvaux), Gundomar, Gudfried, Roland, Payen von Montdidier, Gottfried Bisol und Archibald von Saint-Amand. Die frühe Ordensbezeichnung lautete Paupere Militie Christi (Arme Ritter Christi). Der neue König von Jerusalem, Balduin II., überließ den Templern im Jahre 1119 die Gebäude seines ehemaligen Palastes auf dem Tempelberg. Er selbst bezog einen neugebauten Palast beim Davidsturm. Der Orden nannte sich daraufhin Pauperes commilitones Christi templique Salomonici Hierosalemitanis (Arme Ritter Christi und des Tempels von Salomon zu Jerusalem), woraus sich die üblichen Bezeichnungen Tempelritter, Templer und Templerorden ableiten.

### Ordensregel
Die Statuten des Ordens basierten auf der Regel des Benedikt von Nursia aus dem 6. Jahrhundert. Die erste Version wurde in lateinischer Sprache 1129 auf der Synode von Troyes verfasst. Bis 1260 wurden die ursprünglich 72 Kapitel auf 686 erweitert. Die Regel wurde schon früh ins Französische übersetzt, da die wenigsten Templer des Lateinischen mächtig waren. Die Ergänzungen betreffen vor allem den militärischen Bereich sowie die Strafen für Vergehen gegen die Ordensregeln. Das von Bernhard von Clairvaux 1139 verfasste Lob der neuen Ritterschaft, eine Rechtfertigungsschrift für die neue Lebensform der Mönchsritter, wurde ebenfalls in den Regeltext integriert.

### Frühe Jahre
Im Jahre 1125 erlebte der Orden den ersten Aufschwung durch den Beitritt des Grafen Hugo I. von Champagne, der ein Freund des Abtes Bernhard von Clairvaux gewesen war. Bernhard war einer der wichtigsten Kleriker seiner Zeit. Nach anfänglicher Skepsis setzte er sich ab 1129 wortgewaltig für die Unterstützung des Templerordens ein.
Im Jahre 1127 reiste Hugo von Payens in Begleitung mit anderen Gründungsmitgliedern (Zahl steht nicht fest; man spricht von acht bis dreißig Mitgliedern) nach Europa zurück, um für den Orden neue Mitglieder und den Kreuzzug gegen Damaskus zu werben. Außerdem hatte die Idee der Vereinigung von Kriegern und Mönchen Streitfragen aufgeworfen, die die Templer den geistlichen Größen der Christenheit vorlegen wollten. In Jerusalem dürfte es zu dieser Zeit bereits eine ganze Reihe von Ordensmitgliedern gegeben haben, denn nach zehn Jahren war 1129 der Ausbau der al-Aqsa-Moschee zur Festung und zum Sitz der Templer abgeschlossen. Dies hätte von den vier in Jerusalem zurückgebliebenen Mitgliedern schwerlich allein durchgesetzt und bewältigt werden können.
Ab 1127 sind zunehmend Schenkungen von Landbesitz an den Orden zu verzeichnen, insbesondere in Frankreich, auch in England, Spanien, Portugal und Italien. Ein nicht geringer Teil der Schenkungen wird auf den Einfluss von Bernhard von Clairvaux zurückgeführt, der Abt des Zisterzienserklosters von Clairvaux war.
Am 13. Januar 1129 fand das Konzil von Troyes statt. Anwesend waren laut der Präambel zur Ordensregel Kardinal Matthias von Albano, einige Bischöfe, die Äbte Hugo von Mâcon von Pontigny, Bernhard von Clairvaux, Stephan Harding von Cîteaux sowie weitere Kleriker und Laien; von den Templern wohnten Hugo von Payens, Andreas von Montbard und möglicherweise weitere Ordensmitglieder der Zusammenkunft bei. Die Ordensregeln wurden schriftlich festgelegt. Sie waren augustinisch geprägt, es sind auch zisterziensische Einflüsse erkennbar, was für manche darauf hindeutet, dass Bernhard bei der Festlegung der Regeln beteiligt war. Mit zahlreichen weiteren Beitritten ging ein Wachstum der Spendeneinkünfte einher.
Im Heiligen Land gehörten die Burgen Baghras (ab 1134 oder 1137), Roche Roussel und Trapesac zu den frühesten Besitzungen der Templer.
Am 29. März 1139 wurde die Organisation der Templer von Papst Innozenz II. durch die Bulle „Omne datum optimum“ erneut bestätigt und der Orden direkt dem Papst unterstellt. Dadurch bildete der Orden faktisch einen Staat im Staate und war für weltliche Herrscher nahezu unantastbar. So war er nicht nur von der Steuer befreit, sondern durfte selbst Steuern erheben. Außerdem verlieh er Geld gegen Zinsen, was zwar verboten war, aber stillschweigend hingenommen wurde. Die Templer begannen, sich langsam immer mehr auf dieses Geschäft zu konzentrieren.
Die Templer waren der erste Orden, der die Ideale des adligen Rittertums mit denen der Mönche verband. Nach dem Vorbild der Templer formten sich in der Folgezeit weitere Ordensbruderschaften zu geistlichen Ritterorden um. Der in Europa bedeutendste von ihnen ist der Johanniter- oder Hospitaliterorden, der bereits vor 1099 als reine Hospitalsbruderschaft bestand und bis Mitte des 12. Jahrhunderts sein Tätigkeitsfeld von der Beherbergung und Pflege von Pilgern, Kranken und Armen auch auf deren militärischen Schutz durch Ordensritter ausweitete. Die auf Malta ansässigen Johanniter sind als Malteserorden bekannt. Auch der 1189 als Hospitalsbruderschaft gegründete Deutsche Orden wurde 1198 nach dem Vorbild der Templer zu einem geistlichen Ritterorden erweitert. Insbesondere zwischen den Johannitern und Templern entwickelte sich in der Folgezeit eine rege Konkurrenz um Macht und Einfluss im Heiligen Land, die teils gar in blutigen Gefechten ausartete und die Kreuzfahrerstaaten insgesamt schwächte.

### Grundsätze und Ziele

#### Schutz der Pilger
Die zahlreichen Pilger in den bergigen Regionen der Strecke von Jaffa über Ramla nach Jerusalem zogen vermehrt Räuber an. Daher waren die Straßen von der Küste ins Landesinnere sehr unsicher, nicht zuletzt auch deshalb, weil der Großteil des Kreuzritterheeres nach Europa zurückgekehrt war. Aus diesem Grund bestand kaum Schutz vor Überfällen, weswegen es bei der Gründung des Ordens um 1118 seine erste und ursprüngliche Aufgabe war, die Straßen des Heiligen Landes für die christlichen Reisenden zu sichern.

#### Militärische Aktivitäten

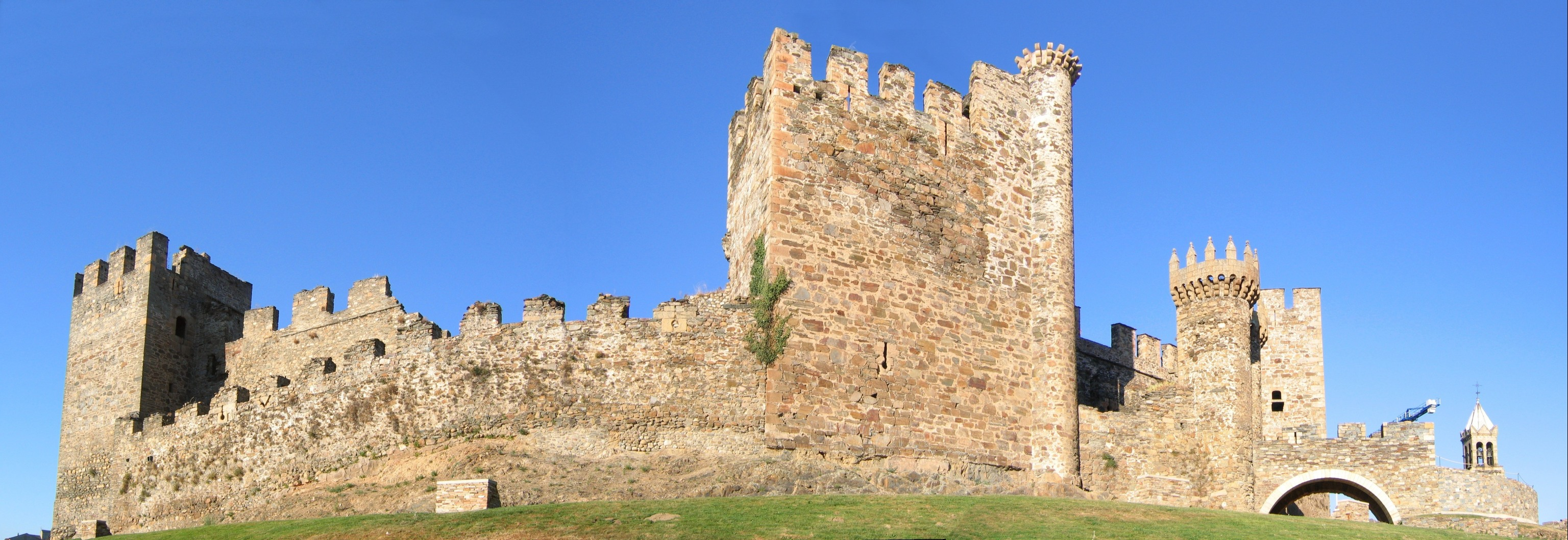
Templerburg in Ponferrada, Spanien, die im 12./13. Jahrhundert am Rande des Jakobsweges erbaut wurde und auch zum Schutz der Jakobspilger diente

Der erste Kriegseinsatz des Ordens anlässlich der Belagerung von Damaskus im Jahre 1148 endete in einem Fiasko. Zahlreiche – wenn nicht sogar die meisten – Templer fielen im Kampf. Die Reihen wurden jedoch wieder aufgefüllt, und die Templer nahmen an allen größeren militärischen Aktionen im Heiligen Land teil. Wie die anderen Orden blieben die Templer vom Königreich Jerusalem unabhängig und wurden zu einer eigenständigen politischen Kraft. Nach dem Fall der Stadt Akkon, der letzten Hauptstadt des christlichen Outremer, am 18. Mai 1291 hielt die dortige Templer-Zitadelle noch weitere zehn Tage stand und brach dann, von den Truppen des Mameluken-Sultans unterminiert und einem Sturmangriff ausgesetzt, über den Verteidigern zusammen. Die zwei letzten Burgen auf dem Festland, die Festungen Tortosa und Athlit, wurden im August kampflos geräumt. Der Orden zog sich nach Zypern zurück. Eine (heutzutage wasserlose) Insel vor Tortosa, Ruad, blieb bis zum 28. September 1302 im Templerbesitz.
Der Orden beteiligte sich aktiv an der Vertreibung der Mauren (Reconquista) von der Iberischen Halbinsel.

#### Wirtschaftliche Aktivitäten

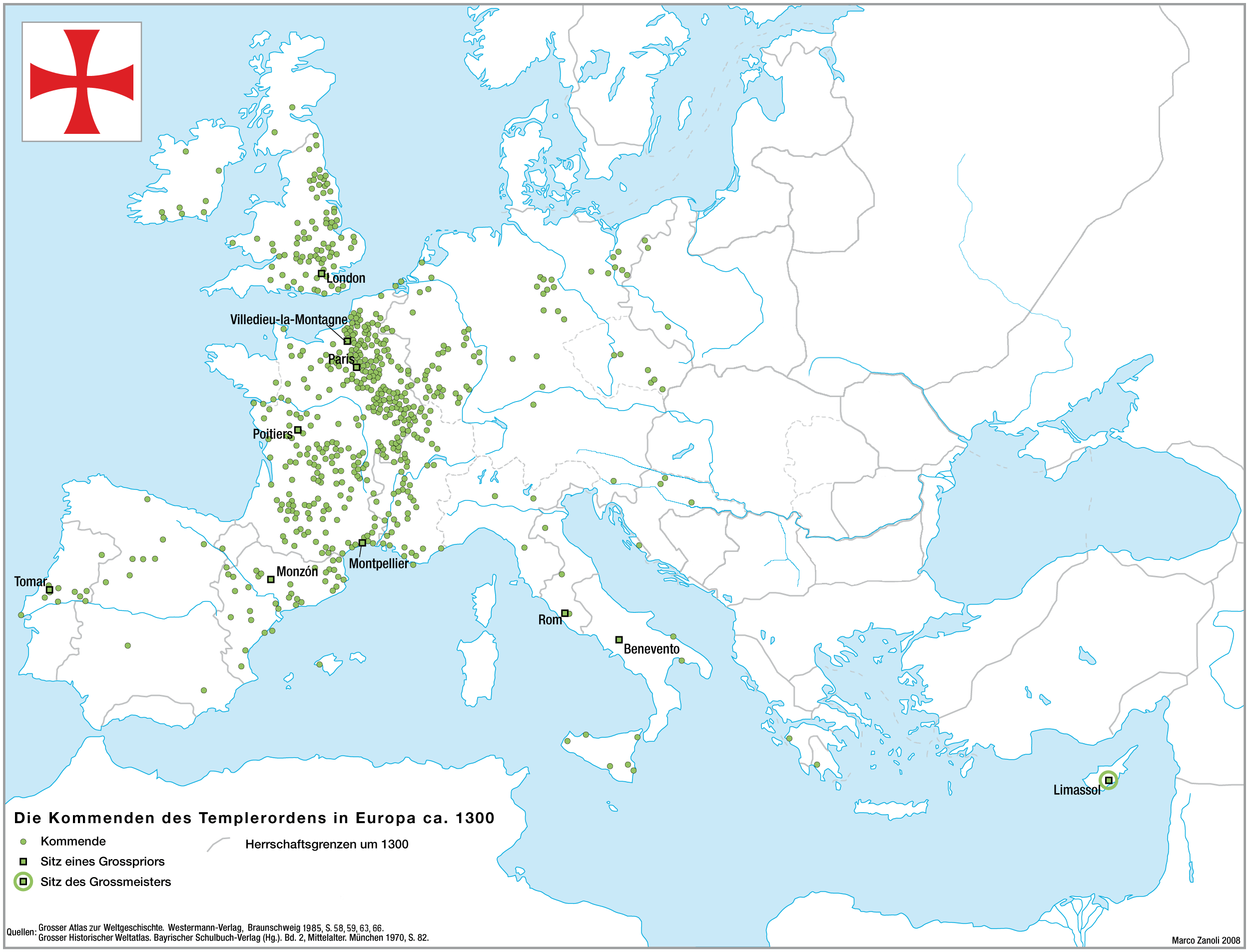
Die Niederlassungen des Templerordens in Europa um 1300

Die Templer beschäftigten sich nicht nur mit dem Kriegshandwerk: Die Einkünfte der europäischen Komtureien mussten nach Outremer, den lateinischen Staaten im Heiligen Land, transportiert werden. Diese Transporte begründeten die Finanzaktivitäten des Tempels. Zunächst dienten die Tempelhäuser im Osten nur als Tresore und Schatzkammern des Landes; schon für das Jahr 1135 sind erste Verleihgeschäfte verbürgt. Gegen Ende des 12. Jahrhunderts machten die Templer Geldanleihen zu einer regulären geschäftlichen Betätigung und wurden zu einer europaweiten Finanzmacht. Ihr finanzieller Ruf war dabei so gut, dass auch Muslime ihre Dienste in Anspruch nahmen. Die Templer erfanden eine eigene Art der Kreditbriefe (Vorläufer der heutigen Reiseschecks) sowie fortschrittliche Techniken der Buchführung.
Etwa 15.000 Ordensmitglieder verwalteten um die 9000 über ganz Europa verstreute Besitzungen (von denen nur ein geringer Teil eigenständige Komtureien waren). Ihre Aufgabe war es, Gewinne zur Finanzierung des Kampfes in Palästina zu erwirtschaften und Männer anzuwerben. Zu den bekanntesten zählen die beiden „Hauptquartiere“, der Temple in Paris und die Temple Church in London, sowie die Siedlung um die Komturei Tempelhof (Tempelhoffe, 1290), das heutige Berlin-Tempelhof, wo die burgartig erhöhte und ummauerte Dorfkirche Tempelhof im Alten Park das letzte Überbleibsel dieser alten Templerkomturei darstellt. Tempelhof war mehr Landgut als Burgfeste: „Wir müssen auf das Klischee verzichten, das die Templer (oder die Johanniter) als allzeit kampfbereite Ritter darstellt, die von ihren [mitteleuropäischen] Klosterfesten aus die Christenheit durchstreiften.“ Es gibt noch eine Burg des alten Templerordens in Europa (Burg von Ponferrada in Spanien), alle anderen wurden zwischenzeitlich zerstört, abgesehen von der Wehr-Klosteranlage Convento de Cristo im portugiesischen Tomar.

### Die Auflösung

#### Gründe

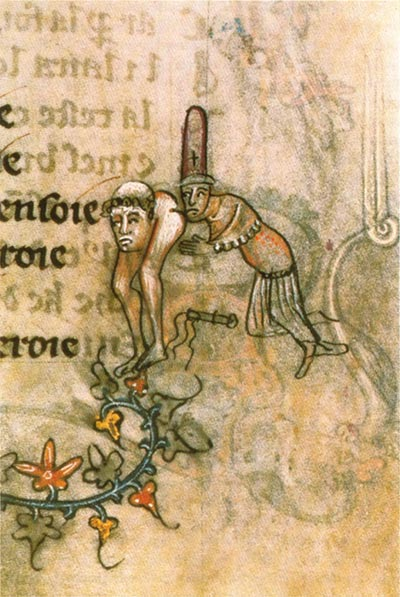
Templer küsst Kleriker von hinten (Propaganda-Manuskript-Illustration, etwa 1350)

Ebenso wie die Gründung des Ordens vollzog sich sein Ende in mehreren Schritten. Die Gründe waren vielfältig. Zum einen verfestigten sich zwischen 1100 und 1300 zunehmend die Strukturen der Königreiche. Wo man zuvor erst Christ und dann beispielsweise Untertan des französischen Königs war, kehrte sich dieses Verhältnis allmählich um. Die Könige betrachteten die supranational organisierten päpstlichen Orden zunehmend mit Misstrauen, besonders da die Mönchsritterorden das größte stehende und auch im Kampf erfahrenste Heer bildeten. Anders als die Templer verstanden es die beiden anderen großen Orden, sich eigene territoriale Herrschaftsbereiche zu sichern: die Johanniter auf Rhodos und die Deutschordensritter im Baltikum. Hinzu kommt wohl, dass die Templer den Antrag auf Mitgliedschaft König Philipps IV. (Philipp der Schöne) ablehnten.
Außerdem empfahlen nach dem Fall Outremers mehrere Gelehrte dem französischen König in vertraulichen Berichten einen neuen Kreuzzug. Einen Teil des Geldes sollte sich der König besorgen, indem er die Templer vernichtete und ihre Güter beschlagnahmte. Da Philipp IV. hoch verschuldet war, unter anderem auch bei den Templern, beherzigte er diesen Rat, ohne jedoch an einen Kreuzzug zu denken. Allerdings war ein derart offensichtliches Vorgehen auch dem König unmöglich: Die Rechtsgelehrten betonten ausdrücklich, die eingezogenen Güter müssten der christlichen Sache im Heiligen Land zugutekommen.
Durch das dauerhafte Zusammenleben mit Muslimen nahm auch die Akzeptanz der Templer gegenüber dem Islam immer mehr zu. Der enge Kontakt der Templer zu den Muslimen rief ebenfalls den Unmut der Kirche hervor und stellte beim Auflösungsprozess gegen den Templerorden 1312 einen der Hauptanklagepunkte gegen die Gemeinschaft dar.

#### Anklagepunkte

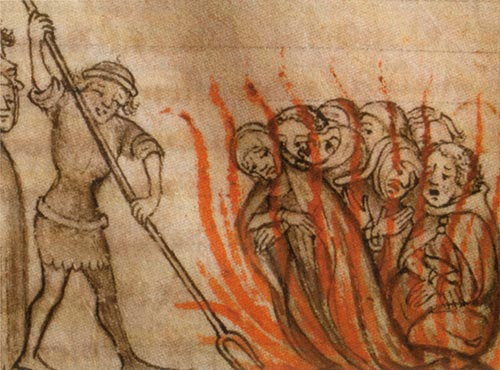
Verbrennung von Templern wegen angeblicher Sodomie und Ketzerei

Im Jahre 1307 wurden die Mitglieder des Ordens schließlich der Ketzerei und der Sodomie (im Sinne homosexueller Handlungen) angeklagt. Der Papst war zu dieser Zeit vom französischen König abhängig, daher standen die Chancen des Ordens schlecht. Philipp IV. machte die Sache zur Staatsaffäre. Geschickt setzte er den aus Frankreich stammenden Papst Clemens V., der seinen Amtssitz nach Avignon verlegt hatte, unter Druck und drohte unter dem Vorwand angeblich vorhandener Kinder des Papstes mit einem Ketzerprozess gegen dessen Vorgänger und Mentor Bonifatius VIII., der bis zu seinem Tod infolge des von Philipp IV. initiierten Attentats von Anagni (1303) Papst gewesen war. Auch drohte der König, die Kirche Frankreichs abzuspalten, falls der Papst seine Unterstützung der Templer nicht einstellte, denn stellte sich dieser vor die ketzerischen Templer, könnte er selber in den Ruf geraten, ein Ketzer zu sein.

#### Haftbefehl PhilippsIV. und Gefangennahmen
Am 14. September 1307 (dem wichtigen Fest „Kreuzerhöhung“ und damit gewiss ein wohlüberlegtes Datum) wurde der Haftbefehl Philipps IV. ausgefertigt und zwar für alle Templer ohne Ausnahme. Sie seien zu verhaften, gefangenzuhalten und dem Urteil der Kirche zuzuführen (capti tenantur et ecclesiae iudicio preserventur), ihre Besitztümer und bewegliche Habe sei zu beschlagnahmen und zu treuen Händen aufzubewahren (omnia bona sua mobilia et immobilia saisiantur et ad manum nostram saisita fideliter conserventur). Von der königlichen Kanzlei ergingen an alle „Dienststellen“ in Frankreich versiegelte Briefe mit der Auflage, sie am Freitag, den 13. Oktober 1307, zu öffnen und dann strikt dem Inhalt gemäß zu verfahren. Die Briefe enthielten die Haftbefehle. Mit dieser landesweit konzertierten Aktion konnte erfolgreich verhindert werden, dass die Brüder sich untereinander warnen konnten. Durch zahlreiche und fast gleichzeitige Verhaftungen wurden sämtliche Templer in Philipps gesamtem Machtbereich überrascht. Die königliche Seite brüstete sich damit, dass nur zwölf Ritter entkommen seien, darunter nur ein einziger Würdenträger. Die Verhaftungswelle war ein gut durchorganisiertes, polizeiliches Kommandounternehmen – das erste bekannte seiner Art in der Geschichte.
In Paris wurden 138 Personen festgenommen. Eine päpstliche Kommission zählte 1309 noch 546 Inhaftierte in Paris, wohin die Festgenommenen gebracht worden waren. Die Untersuchung der Inquisition zog sich über Jahre hin. Die Vorwürfe waren bei allen Brüdern gleich: in erster Linie Häresie, Sodomie (im Sinne von Homosexualität) und Götzendienst. Eine reale Grundlage für den Templerprozess war aus heutiger Sicht nicht gegeben. Es gab jedoch aus damaliger Sicht durchaus Anhaltspunkte, und zwar in den consuetudines, also den näheren Ausführungsbestimmungen der Regel, die man für einen Prozess nutzen konnte. Die recht ausführlichen consuetudines waren normalerweise strikt vertraulich. (Ein Templer aus Südfrankreich schrieb an den Großmeister nahezu verzweifelt, dass den Leuten des Königs die consuetudines in die Hände gefallen seien.) In diesen wird nämlich auch zu Missständen Stellung genommen, wie sie wohl in allen Klöstern vorgekommen sind; so zum Beispiel in Absatz Nr. 573, in dem über drei der Sodomie überführten Brüder berichtet wird, und welche Strafen sie trafen. Vermutlich unter Folter gestand der Großmeister Jacques de Molay zunächst, widerrief jedoch kurz darauf. Es folgte ein sehr langes Ermittlungsverfahren, gegen den Willen des französischen Königs, der einen kurzen Prozess wollte. Wäre es ihm gelungen zu beweisen, dass der Orden insgesamt den Pfad seiner Regel verlassen hatte, ohne dass dies vom Papst moniert wurde (der ja den Orden approbiert hatte und die Aufsichtspflicht hatte), wäre der Papst selbst in Bedrängnis gekommen. Der Papst verhinderte dies. Ein Kräftemessen zwischen Papst und König endete schließlich mit einem Kompromiss zu Lasten der Templer: Der Papst verzichtete darauf, dem König den Prozess zu machen wegen des Attentats von Anagni, bestätigte in einer Bulle rex glorie virtutum vom 27. April 1311 die Gottunmittelbarkeit des Königtums (electum a domino) und verfügte die physische Entfernung/Vernichtung der Bulle Unam Sanctam aus den Unterlagen des Vatikans (was auch geschah), in der das Primat des Papstes über das Königtum ausdrücklich bekräftigt war; der König verzichtet auf einen „Coelestin V.“-Prozess. Das Opfer wurde der Templerorden, dessen Besitz jedoch bei der Kirche verblieb, bzw. bei den Johannitern und neugegründeten Orden in Spanien und Portugal (ad subsidiam terram sanctam).

#### Auflösung des Ordens unter Papst Clemens V.
Am 22. März 1312 löste Papst Clemens V. auf dem Konzil von Vienne (Frankreich) den Orden auf. Nachdem es keinen Orden mehr gab, war kein Prozess mehr möglich; es blieb bei dem Ermittlungsverfahren. In seiner Gesamtheit wurde der Orden nicht verurteilt, es erfolgten Verurteilungen einzelner Templer. Die Güter des aufgelösten Ordens gingen auf die Johanniter über. Die überlebenden Ordensbrüder haben sich teilweise spanischen/portugiesischen Orden, in Deutschland auch dem Deutschen Orden, angeschlossen.
Am 18. März 1314 wurde der letzte Großmeister des Templerordens, Jacques de Molay, zusammen mit Geoffroy de Charnay in Paris auf dem Scheiterhaufen verbrannt. Man hatte Jacques de Molay zunächst zu lebenslanger Kerkerhaft verurteilt. Da er nochmals widerrufen und erneut alle Beschuldigungen gegen den Orden zurückgewiesen hatte, wurde er als „relapsus“ (rückfälliger Ketzer) nach damals geltendem Recht verbrannt. Die Hinrichtung fand an der Westseite des Pont Neuf auf der Île de la Cité in Paris statt. An dieser Stelle erinnert eine Gedenktafel an Jaques de Molay, und es werden noch im Gedenken Blumen niedergelegt.

#### Zeitleiste des Verfahrens
- 14. September 1307: Geheimer Befehl Philipps IV. zur Verhaftung der Templer am 13. Oktober 1307 und Beginn der Templerprozesse
- 13. Oktober 1307: („Schwarzer Freitag“) Gefangennahme aller Templer in Frankreich
- 24./25. Oktober 1307: Geständnis von Jacques de Molay
- 22. November 1307: Clemens V. zieht das Verfahren an sich
- 24. Dezember 1307: Jacques de Molay widerruft sein Geständnis
- 8. August 1309: Beginn der päpstlichen Untersuchung, die bis zum 5. Juni 1311 andauert
- 12. Mai 1310: Verbrennung von 54 Templern bei Paris
- 16. Oktober 1311: Eröffnung des Konzils von Vienne
- 22. März/3. April 1312: Aufhebung des Templerordens durch Clemens V. (Bulle Vox in excelso)
- 2. Mai 1312: Übertragung der Templergüter an die Johanniter (Bulle Ad providam)
- 18. März 1314: Jacques de Molay wird zusammen mit Geoffroy de Charnay auf dem Scheiterhaufen in Paris verbrannt
- 25. Oktober 2007: Freigabe der im 17. Jahrhundert verlorengegangenen Templerakte durch den Vatikan für die Öffentlichkeit

### Schicksal der Templer nach der Auflösung des Ordens
Obwohl nach offiziellen Quellen nahezu alle Templer in Frankreich verhaftet worden waren, wurden tatsächlich nur wenige Todesurteile vollstreckt und dies auch nur in Frankreich. So wurde zum Beispiel in Avignon, dem damaligen Papstsitz, kein einziges Todesurteil vollstreckt. Außerhalb des unmittelbaren Machtbereiches von König Philipp IV. wurden die Templer nur zum Teil verfolgt, teilweise sogar gänzlich in Ruhe gelassen. Nach der Überlieferung sollen die letzten Tempelritter im Rheinland auf Burg Lahneck in einem heldenhaften Kampf gefallen sein. Allerdings war durch den Wegfall der geistigen und wirtschaftlichen Führungselite und der Ordenszentrale in Paris die Macht der Templer gebrochen. Ihre Aktivitäten waren nur mehr lokaler oder regionaler Natur. Auf Zypern und anderswo blieben die Würdenträger bis zum Tode in Haft, in Spanien wurden zahlreiche Templer freigesprochen. Es ist anerkannt, so auch vom Papst, dass die Anklage gegen die Templer als Ganzes jeder Grundlage entbehrte. Verfehlungen habe es nur von Einzelnen gegeben. Zum Teil wird vom „ungeheuerste(n) Justizmord der Geschichte“ gesprochen.

### Frühe Anknüpfungen an den Templerorden
Der spanische Ritterorden von Montesa knüpfte unmittelbar nach der Auflösung des Templerordens an dessen Geschichte an. Der Orden von Montesa wurde 1316 von Jakob II. von Aragón gegründet und mit den Gütern des Templerordens ausgestattet. Dieser Orden wurde hauptsächlich für den Zweck gegründet, den Templern Unterschlupf zu bieten.
Im Jahre 1319 gründete König Dionysius in Portugal den Orden der Ritterschaft Jesu Christi (Christusorden). Die Güter des Templerordens in Portugal wurden auf den neu gestifteten Orden der „Ritter Christi“ übertragen. Weiterhin wurde bestimmt, dass die Ritter nach der Regel des Ritterordens von Calatrava zu leben hätten. Da die Gründung über mehrere Jahre vorbereitet worden war, erhielt der neue Orden die päpstliche Bestätigung. Viele der vor Philipp IV. geflohenen Templer fanden darin Aufnahme. Portugal hatte sich nicht an der Verfolgung des Templerordens beteiligt, weil dies eigenen Interessen zuwiderlief.

## Verbreitung
Zahlreiche Burgen, Kommenden und weitere Besitzungen des Templerordens waren in West- und Mitteleuropa weit verbreitet.
Nach der Auflösung des Ordens 1312 gingen die meisten Besitzungen an den Johanniterorden über.

## Motto und Siegel

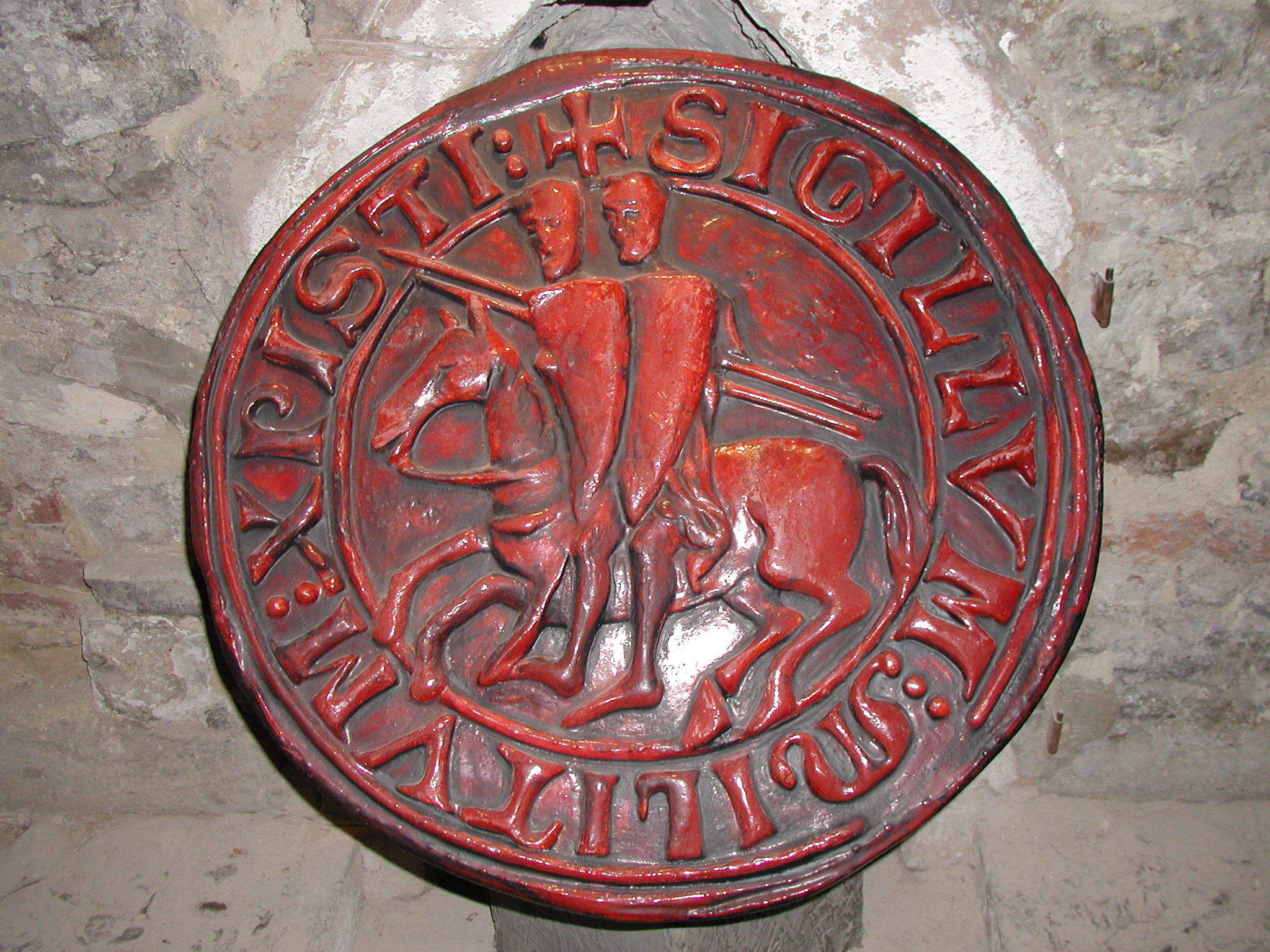
Kopie (Abguss) eines jüngeren Siegels der Tempelritter in einer Ausstellung in Prag

Das Motto ist der Anfang von Psalm 115,1:

„Non nobis Domine, non nobis, sed nomini tuo da gloriam“

„Nicht uns, o Herr, nicht uns, sondern deinem Namen gib Ehre“

Das ältere Siegel trug die Inschrift:

„SIGILLUM MILITUM CHRISTI DE TEMPLO“

„Siegel der Soldaten Christi vom Tempel“

Das bekannteste Siegel ist das Rücksiegel der Meistersbulle, das später für die Besucher des Ordens in Europa verwendet wurde, und zeigt zwei gerüstete Ritter auf einem Pferd. Seine Deutung ist strittig. Es könnte auf das Armutsgelübde bei Eintritt in den Orden hinweisen, andere vermuten darin ein Symbol für den Grundgedanken der Brüderlichkeit, eine dritte Theorie besagt, dass die zwei Reiter eine Person seien, einmal als Krieger und einmal als Mönch. Während der Verhaftungswelle unter Philipp dem Schönen wurde es bei der Anklage als Beweis für homosexuelle Praktiken des Ordens bewertet.

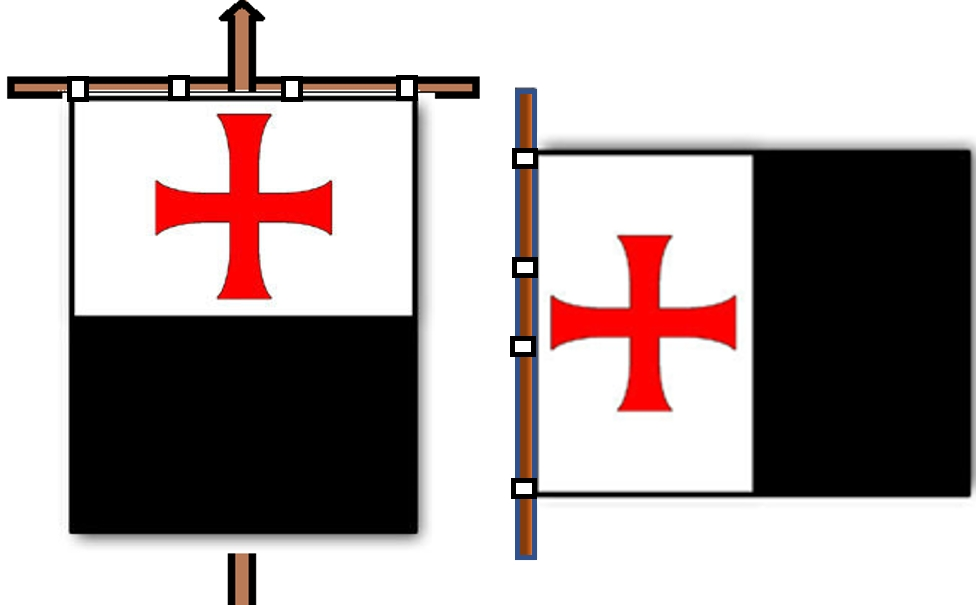
Bauceant

Erkennungszeichen der Ritter des Ordens war in der Gründungsphase zunächst nur ein weißer Mantel über dem braunen oder schwarzen Habit (beides zusammen hieß Clamys). Später (anlässlich des Zweiten Kreuzzugs am 27. April 1147 durch Papst Eugen III. verliehen) wurde dieser Mantel mit einem roten Kreuz über der linken Schulter versehen. Dies war zu Beginn ein gleichschenkliges, das später zu einem Tatzenkreuz weiter entwickelt wurde. Gelegentlich wurden in der Geschichte des Ordens auch Krückenkreuze verwendet.
Das Banner des Ordens („Bauceant“) ist zweigeteilt in eine schwarze und eine weiße Seite (oben und unten – steht für Kraft und Reinheit), später sah die Fahne aus wie ein Schachbrett, und noch später wurde das Templerkreuz eingefügt.

## Organisation

### Hierarchie
Die interne Ordensorganisation orientierte sich an der Ständeordnung des Mittelalters. Obwohl ursprünglich jeder freie Mann Mitglied werden konnte, bildete sich bald eine klare Hierarchie heraus:
1. Die Kapläne waren die Ordensgeistlichen, die über den Tag verteilt die fünf für alle Ordensangehörigen obligatorischen Gottesdienste versahen und die Beichte abnahmen. Diese zahlenmäßig sehr kleine Gruppe nahm unterhalb der Würden- und Aufgabenträger des Ordens (z. B. den Gebiets- und Hauskomturen) die höchsten Positionen in der Hierarchie des Ordens ein und hatte gewisse Privilegien. Ein Kaplan trug ab dem Range eines Bischofs einen weißen Mantel, Kapläne unterhalb dieses Ranges trugen schwarze oder braune Mäntel.
2. Die Ritterbrüder entstammten immer dem Adel und mussten den Ritterschlag bereits vor dem Eintritt in den Orden erhalten haben. Ihnen stand (neben den Kaplänen im Range eines Bischofs oder höher) als einzigen der weiße Mantel über dem schwarzen oder braunen Hausrock zu, außerdem verfügten sie über drei Pferde (ein Streitross, ein Reitpferd und ein Packpferd). Den Würden- und Amtsträgern standen vier Pferde ausgewählter Rasse zur Verfügung. Die Ritterbrüder mussten ihre vollständige und sehr teure Ausrüstung (vor allem das Kettenzeug und die Pferde) mit in den Orden einbringen. Sie verpflichteten sich auf Lebenszeit und legten nach einer Probezeit die Gelübde der Keuschheit, des Gehorsams, des Verzichtes auf persönlichen Besitz und des Schutzes der Pilger auf ihren Wegen ab.
3. Die Sergeanten (sarjanz de mestier/servienten) oder dienenden Brüder unterteilten sich in gewappnete Brüder, die als leichte Kavallerie kämpften, und Arbeitsbrüder, die die anfallenden Arbeiten (Schmiede, Sattler, Landwirtschaft) versahen. Sie trugen einen dunklen Mantel (schwarz, wenn regional verfügbar, ansonsten dunkelbraun) und verfügten über ein Pferd.
4. Die Knappen unterstützten die Ritterbrüder im Kampf. Sie trugen einen dunklen Mantel (schwarz, wenn regional verfügbar, ansonsten dunkelbraun).

In den Besitzungen des Morgenlandes und Spaniens waren Kapläne und kämpfende Brüder zahlreich, in den Komtureien des Abendlandes eher selten.
Zusätzlich konnte man dem Orden in anderen Formen an- oder zugehören:
1. Milites ad terminum waren dem Orden als kämpfende Brüder auf Zeit beigeordnete Ritter;
2. Turkopolen dienten den Templern als Söldner. Es handelte sich dabei um Christen aus dem Heiligen Land, die nach Art der Sarazenen kämpften (d. h. als leichte Kavallerie mit Pfeil und Bogen oder als Infanterie);
3. Fratres ad succurendum waren Laien, die dem Orden erst auf dem Sterbebett beitraten, ihres Seelenheils wegen;
4. Donates verschenkten sich selbst (und einen Teil ihres Besitzes) an den Orden. Die Schenkung trat meist erst im Alter in Kraft, sodass sie als eine Art Vorsorge, auch für das Seelenheil, zu sehen ist;
5. Confratres waren materielle Förderer des Ordens, die vor allem vom Ansehen des Ordens profitierten. Dies konnten auch Frauen sein.

### Führung
An der Spitze der Macht standen die von den Brüdern gewählten Großmeister. In der Rangordnung folgten:
- der Großkomtur, der die Aufsicht über den Ordensschatz, die Verteidigung und Verwaltung einer Ordensniederlassung, der sogenannten Kommende (auch Komturei) hatte, zusätzlich leitete er die Kapitelversammlung zur Wahl des Großmeisters;
- der Seneschall, der Vertreter des Großmeisters bei seiner Abwesenheit;[10]
- der Großmarschall, der die Aufsicht über die Waffen und das Kriegswesen hatte;
- der Großspittler, der die Aufsicht über die Ordenshospitäler führte;
- der Firmariearzt, der für die Krankenpflege verantwortlich zeichnete;
- der Hafenkomtur, überwachte alle Schiffsbewegungen und verteilte alle Templer auf die verschiedenen Häuser, in der Regel war er Komtur von Akkon;[10]
- der Großdrapier, der für die Bekleidung und Ausrüstung zuständig war und dem Hafenkomtur unterstellt war;[10]
- der Tressler (Schatzmeister) für das Finanzwesen, in der Regel der Komtur des Königreichs Jerusalem.[10]

### Liste der Großmeister
| Nr. | Name                    | Beginn der Amtszeit | Ende der Amtszeit                   | Anmerkungen                                |
| --- | ----------------------- | ------------------- | ----------------------------------- | ------------------------------------------ |
| 1   | Hugues de Payns         | 1118/19             | 24. Mai 1136 (†)                    |                                            |
| 2   | Robert de Craon         | Juni 1136           | 13. Jan. 1147 (†)                   |                                            |
| 3   | Everard des Barres      | Jan. 1147           | 1152 (Herbst)                       | Rücktritt                                  |
| 4   | Bernard de Tromelai     | Jan. 1152           | 16. Aug. 1153 (†)                   | gefallen vor Askalon                       |
| 5   | André de Montbard       | 14. Aug. 1153       | 17. Jan. 1156 (†)                   |                                            |
| 6   | Bertrand de Blanquefort | Okt. 1156           | 2. Jan. 1169 (†)                    |                                            |
| 7   | Philippe de Milly       | 27. Jan. 1169       | 1171 (Anfang)                       | Rücktritt; † 3. April 1171                 |
| 8   | Eudes de Saint-Amand    | Apr. 1171           | 19. Okt. 1179 (†)                   |                                            |
| 9   | Arnaud de Toroge        | 1179                | 30. Sep. 1184 (†)                   |                                            |
| 10  | Gérard de Ridefort      | Okt. 1184           | 1. Okt. 1189 (†)                    | gefallen vor Akkon                         |
| 11  | Robert de Sablé         | 1189 (Ende)         | 13. Jan. 1193 (†)                   |                                            |
| 12  | Gilbert Hérail          | Feb. 1193           | 20. Dez. 1200 (†)                   |                                            |
| 13  | Philippe du Plessiez    | 1201 (Anfang)       | 12. Nov. 1209 (†)                   |                                            |
| 14  | Guillaume de Chartres   | 1210                | 26. Aug. 1218 (†)                   |                                            |
| 15  | Pedro de Montaigu       | 1219                | 1232 (†)                            |                                            |
| 16  | Armand de Périgord      | 1232                | 17. Okt. 1244 oder 20. Oktober 1244 | † zwischen 1244 und 1247 in Gefangenschaft |
| 17  | Richard de Bures        | 1244                | 1247 (†)                            | möglicherweise nur in Vertretung           |
| 18  | Guillaume de Sonnac     | 1247                | Apr. 1250 (†)                       | gefallen bei al-Mansura                    |
| 19  | Renaud de Vichiers      | Juli 1250           | Apr. 1256 (†)                       |                                            |
| 20  | Thomas Bérard           | 1256                | 25. März 1273 (†)                   |                                            |
| 21  | Guillaume de Beaujeu    | 13. März 1273       | 18. Mai 1291 (†)                    | gefallen in Akkon                          |
| 22  | Thibaud Gaudin          | Aug. 1291           | 16. Apr. 1292 (†)                   |                                            |
| 23  | Jacques de Molay        | Mai 1292            | 18. März 1314 (†)                   | hingerichtet                               |

## Nachwirkungen

### Spuren des Templerordens
- Liste von Templerburgen
- Liste der Kommenden des Templerordens

Orte
- Komturei Lietzen
- Komturhof in Tempelhof, Ortsteil von Berlin
- Terradillos de los Templarios (Ländereien der Templer), ein Ort in Spanien bei Sahagún

Kapellen/Kirchen
- Templerkapelle (Mücheln)
- Templerkapelle (Laon)
- Templerkapelle (Metz)
- Templerkirche (London)
- Chor der Templerkapelle (Hof Iben)
- St. Remigius (Osthofen)
- St. Peter (Roth an der Our)
- Kirche in Tempio di Ormelle (Venetien)
- Alte Bartholomäuskirche Szobiszowice, Gliwice (Polen)

Straßen
- Berlin-Kreuzberg: Tempelherrenstraße
- Duisburg: Templerstraße
- Emden: Tempelstraße
- Trier: Templerstraße
- Köln: Tempelstraße, Tempelherrenstraße
- Mainz: Templerstraße, Templergasse
- Deiningen: Templerstraße
- Papenburg: Templerstraße
- Burghausen: Am Templergraben
- Aachen: Templergraben
- Westerstede: Templergraben
- Osthofen: Tempelgasse
- Legau: Tempelgasse
- Mödling: Templergasse
- Altenstadt (Oberbayern): Templerstraße

Gräber
- Obertopfstedt: Templergrab

### Legenden und Verschwörungstheorien
An den Templerorden knüpften sich zahlreiche Legenden. So wurde der Tod Clemens’ V. und Philipps IV. am 20. April bzw. 29. November 1314, also nur Wochen oder Monate nach der Hinrichtung Jacques de Molays, auf einen Templerfluch zurückgeführt. Der französische Dichter Denis Lebey de Batilly (1551–1607) spekulierte, es habe die Templer bereits zur Zeit Alexanders des Großen gegeben. Im 18. Jahrhundert behauptete der Freimaurer Karl Gotthelf von Hund und Altengrotkau (1722–1776), das von ihm initiierte Hochgradsystem der Strikten Observanz sei eine direkte Nachfolgeorganisation des Ordens und werde von „Unbekannten Oberen“ geleitet, die nur ihm persönlich bekannt seien. Dies und der Rekurs auf die Templer auch in anderen freimaurerischen Systemen bot später Anlass zu diversen Verschwörungstheorien. So war von einer „globalen Hochgradverschwörung“ die Rede, als Hintermänner wurden wiederholt Juden, Jesuiten oder Marxisten verdächtigt. Ähnliche Behauptungen wie Hund stellte auch der Hochstapler Georg Friedrich von Johnssen auf, der 1775 auf der Wartburg starb, wo er zehn Jahre zuvor inhaftiert worden war. Von Johnssen stammen auch diverse Verschwörungstheorien, wie dass die Freimaurer die polnische Königswahl beeinflusst hätten, Papst Clemens XIV. und König Ludwig XV. von Frankreich ermorden wollten und mit den Jesuiten unter einer Decke stecken würden.
Später wurde von Okkultisten verbreitet, die Templer hätten magische Kräfte gehabt, während Vertreter der Aufklärung sie auf Grundlage der erfolterten Geständnisse als antichristliche Verschwörung ansahen. Weit verbreitet waren auch Gerüchte, sie hätten sagenhafte Schätze versteckt, die noch niemand entdeckt hätte. 1982 verbreiteten die britischen Autoren Henry Lincoln, Michael Baigent und Richard Leigh in ihrem Bestseller Der Heilige Gral und seine Erben, hinter dem Templerorden stünde die Geheimgesellschaft Prieuré de Sion, die sich zum Ziel gesetzt habe, die Blutlinie Jesu Christi zu bewahren. Weil dadurch die Lehre der katholischen Kirche widerlegt würde, sei der Orden zerschlagen worden. Diese Behauptungen basieren auf Spekulationen und Fälschungen, sie gelten als pseudowissenschaftlicher Schwindel.

### Nachfolgeorganisationen ab dem 18. Jahrhundert
Im 18. Jahrhundert begann die Gründung neuer Organisationen, die den Namen des Templerordens, teils in Abwandlungen, trugen oder einen Bezug zum früheren Orden behaupten. Im Jahr 1705 wurde ein Ordre du Temple in Versailles als Laienritterorden rekonstituiert. Napoleon I. folgte dem Zeitgeist, als er eine Kommission einsetzte, die den Ordre du Temple 1805 rehabilitierte. Ludwig XVIII. von Frankreich übernahm 1814 das Protektorat über den Orden, und Kaiser Napoleon III. bestätigte 1853 den Status des Ordens als Ordo Supremus Militaris Hierosolymitani. Während des Zweiten Weltkriegs wurde die Regentschaft 1942 ins neutrale Portugal verlegt. In Deutschland gründete 1954 der Theologe und Priester Dr. Hans Heuer den Deutschen Tempelherrenorden – Ordo Militiae Crucis Templi (OMCT), damals noch unter dem Namen Jacob-Molay-Collegium des Souveränen Templerordens. Dieser erhielt 1957 den Eintrag ins Vereinsregister beim Amtsgericht Nürnberg. 1959 schloss sich der OMCT dem Ordo Supremus Militaris Hierosolymitani in Porto an. Der Orden besteht bis heute und widmet sich als ökumenischer Laienorden vor allem karitativen Aufgaben. 1964 trennte sich von diesem das Deutsche Priorat in Wiesbaden ab und besteht seit 1968 als eigenständige Institution unter dem Namen Tempelherren-Orden OMCT – Deutsches Priorat e. V., registriert im Vereinsregister Viersen, später in Mönchengladbach. Von 1980 bis 1991 war der ehemalige nationalsozialistische Funktionär Hugo Wellems Prior des OMCT – Deutsches Priorat. 1997 kam es zur Gründung des Ordo Militiae Templi (OMT) als Dachorganisation der europäischen Ordensprovinzen christlich-ökumenischer Templer.
Der 1900 gegründete Neutempler-Orden knüpfte an den historischen Templerorden an. Aufgrund seiner rassistischen Ideologie zählt er zu den vielen Vorläuferorganisationen der NSDAP. Der Neutempler-Orden wurde Ende der 1930er Jahre aufgelöst.
Es ist nahezu weltweit eine Vielzahl dieser Gemeinschaften tätig. Die religiöse Ausrichtung innerhalb dieser Orden variiert stark: von katholisch über ökumenisch bis konfessionslos. Auch esoterisch geprägte ordensähnliche Gemeinschaften beziehen sich auf die Templer wie die Rosenkreuzer sowie Gruppierungen, die über ihre Websites Seminare verkaufen. Bei einigen Freimaurer-Systemen spielten die Templer bei den Hochgraden namensgebend eine Rolle, wobei man sich zwar auf die geistige Verbindung zum Templerorden bezieht, nicht aber auf die realhistorische Abkunft von diesem.
Die existierenden Nachfolgeorganisationen des Templerordens zählen nicht zu den von der katholischen Kirche anerkannten Orden. Dies geht beispielsweise aus einer Mitteilung des Staatssekretariats des Heiligen Stuhls vom 16. Oktober 2012 hervor, in der vor „nicht anerkannten Ritterorden“ gewarnt wird.
Gleichwohl nahmen an der Wahl und Investitur von Gerard Willery am 24. November 2018 zum neuen Großmeister des internationalen OSMTH auch hochrangige Vertreter der katholischen, der evangelischen und der koptischen Kirche teil. In Deutschland ist „Ritterorden“ oder „Orden“ kein geschützter Begriff wie „Verein“ und benötigt deswegen keine Anerkennung durch eine andere gesetzliche oder religiöse Institution. Somit kann sich jede Personenvereinigung „Ritterorden“ oder „Orden“ nennen, hat so allerdings nicht den Status einer juristischen Person und ist keine rechtsfähige Körperschaft, sondern eben eine Personenvereinigung. Aus diesem Grund wählen manche Orden wie das Archiconvent der Templer als Personenvereinigung eine Eintragung in das Vereinsregister des zuständigen Amtsgerichtes nach § 21 BGB.
Die spanische Vereinigung Asociación Orden Soberana del Temple de Cristo („Souveräner Orden des Tempels von Christus“) versteht sich als rechtmäßige Nachfolgeorganisation des mittelalterlichen Templerordens. Sie fordert „Schadensersatz für die Beschlagnahmung ihrer Güter“, „eine Anerkennung als Personalprälatur“ und „das Recht […], Gotteshäuser zu errichten und in den Besitz der Akten der vatikanischen Archive über die Templer zu gelangen“. Zudem sollen „die im Zuge des Verbots des Ordens getöteten Tempelritter des 14. Jahrhunderts […] als Märtyrer anerkannt werden.“

### Rezeption
Der dramatische Aufstieg und Fall der Templer sowie die Spekulation um ihre angeblichen Geheimnisse (Anbetung von Idolen wie dem Baphomet, sexuelle Überschreitungen, Besitz übernatürlicher Objekte wie des heiligen Grals) regten die Phantasie der Menschen in besonderem Maße an und wurden kulturell umfangreicher rezipiert, als dies beispielsweise bei den noch bestehenden Johanniter-/Malteserorden, dem Deutschen Orden oder den Grabesrittern der Fall ist. Die Tempelritter finden sich in zahlreichen Romanen, Spielfilmen, Computerspielen, Dokumentationen, Hörbüchern und Bildern. Der „Templer-Mythos“ gehört zum festen Fundus der Populärkultur, eine Entwicklung, die bereits bei der Entstehung des modernen Unterhaltungsromans am Ende des 18. Jahrhunderts einsetzte und sich in den 1970er und 1980er Jahren konsolidierte.
Zu den Beispielen aus der Romanliteratur gehören an früher Stelle Benedikte Nauberts Walter von Montbarry, Grossmeister des Tempelordens (1786), Walter Scotts Ivanhoe (1820) und Gustav Freytags Die Brüder vom deutschen Hause (1874). Jüngere Fälle bieten Umberto Ecos Das Foucaultsche Pendel (1988, auch als Hörspiel aufbereitet) und Dan Browns Sakrileg (2004, orig. 2003 als The Da Vinci Code). Die romantische Oper Der Templer und die Jüdin (1829) von Heinrich Marschner und Wilhelm August Wohlbrück, basiert auf Ivanhoe. In der Lyrik nutzte Stefan George die Templer als Symbol einer männerbündischen Elite und der Eingeweihtheit in die Geheimnisse des Lebens (Templer-Gedicht im Siebenten Ring, 1907).
Der spanische Horrorfilm Die Nacht der reitenden Leichen (1971), in dem untote Tempelritter aus ihren Gräbern steigen, wurde zu einem internationalen Kinoerfolg und zog drei Fortsetzungen nach sich. In dem erfolgreichen Abenteuerfilm Indiana Jones und der letzte Kreuzzug, der 1989 von Steven Spielberg inszeniert wurde, taucht am Ende ein scheinbar unsterblicher Tempelritter auf, der den heiligen Gral hütet. Die Disney-Studios produzierten Jon Turteltaubs hochkarätig besetzten, aber schwach rezensierten Abenteuerfilm Das Vermächtnis der Tempelritter (2004). Der Templer-Roman von Dan Brown wurde wirkungsvoll als The Da Vinci Code – Sakrileg (2006) verfilmt. Die französisch-amerikanische Koproduktion Assassin’s Creed (2016) von Justin Kurzel ist eine Adaption der gleichnamigen Videospielreihe. Ein weiteres Templer-Videospiel ist Baphomets Fluch, eine fünfteilige Adventure-Reihe von Revolution Software.
Weiterhin gibt es Spielzeug- und/oder Sammelfiguren. Auch werden Schwerter und Schilde mit Emblemen angeboten, die an die Tempelritter angelehnt sind. Das Kreuz der Tempelritter gibt es auf Schmuck ebenso wie auf Kapuzenpullovern. Ganze Gewandungen im Stil der Tempelritter sind erhältlich.